# Oberbruck
Oberbruck es una localidad y comuna francesa, situada en el departamento de Alto Rin, en la región de Alsacia. 

## Demografía
| 519 | 548 | 506 | 439 | 462 | 475 |
| Para los censos de 1962 a 1999 la población legal corresponde a la población sin duplicidades (Fuente: INSEE [Consultar]) |     |     |     |     |     |